# Marbhung
Marbhung (nep. मर्भुंग) – gaun wikas samiti w zachodniej części Nepalu w strefie Lumbini w dystrykcie Gulmi. Według nepalskiego spisu powszechnego z 2001 roku liczył on 798 gospodarstw domowych i 4122 mieszkańców (2199 kobiet i 1923 mężczyzn).